# 分布 (数学分析)
数学分析中，分布（distribution）是广义函数的一种，由法国数学家洛朗·施瓦茨首先于二十世纪五十年代引入，因此又称施瓦兹分布（Schwartz distribution）、施瓦兹广义函数（Schwartz generalized function）。分布推广了普通意义上的函数概念：对于普通意义上不可导甚至不连续的函数，可以具备分布意义上的导数。事实上，任意局部可积的函数都有分布意义上的弱导数。在偏微分方程的研究中，常常使用分布来表示方程的广义解函数，因为很多时候传统意义上的解函数不存在或难以求出。分布理论在物理学和工程学中都十分有用，因为在应用中常会出现解或初始条件是分布的微分方程，例如初始条件可能是一个狄拉克δ分布。
广义函数的概念最早由谢尔盖·索伯列夫在1935年提出。1940年代末，施瓦茨等人开始建立分布理论，首次提出了一个系统清晰的广义函数理论。

## 基本理念
很多时候，函数是描述某个对象的性质的手段。传统的函数是将输入值和输出值建立对应关系的映射，是从本质上描述对象性质的方法。分布的概念则源自物理学的发展。二十世纪初发展起来的量子力学理论，特别是不确定性原理的发现，使物理学家抛弃了从本质上确定地表述对象的想法，而是将对象的性质视作它在一定的测量手段下的表现。我们能够获得“某个粒子的位置”的信息，是因为使用了某种测量的工具。对象的性质通过测量才得以表现。分布理论发展了这种概念，通过观察某个函数{\displaystyle f}与其它函数的“相互作用”来刻画这个函数。具体来说，我们观察{\displaystyle f}和一群“测量函数”{\displaystyle \varphi }之乘积的积分：{\displaystyle \int f(x)\varphi (x)\mathrm {d} x}。之所以使用积分作为“观察”的方式，一方面是因为在积分和求导两种数学分析的基本概念之间，（局部）可积分的函数比（局部）可导的函数要“多得多”；另一方面，则可以用物理上的测量方式解释。测量某个物理量的时候，我们往往不要求（也无法做到）知道此物理量在某个精确时刻或某个精确位置上的值，而只能通过多次测量，知道它在某一小段时间段或某个小区域内的平均测量值。从实际的角度，这种平均值才是测量和使用函数的最常见方式。而积分则是这种“平均值”的数学表现形式。
分布理论的目的在于建立一种比一般的函数更广泛的“广义函数”，称为分布，并能将微积分的常用结论运用到这类广义函数上去。也就是说，分布理论建立的分布应当满足几个基本的要求：
- 连续的函数属于分布；
- 可微、可积的函数对应的分布应该也能进行微分/求原函数操作，而且结果应该也是分布，并且应该对应于原函数的微分/原函数；
- 基本的微积分法则适用于分布；
- 存在适当的收敛定理，可以对分布进行极限操作。

对每一个实数值的“测试函数”{\displaystyle \varphi }，将它映射到积分{\displaystyle \int f(x)\varphi (x)\mathrm {d} x}，就定义了一个线性泛函。这个线性泛函称为{\displaystyle f}对应的分布。积分{\displaystyle \int f(x)\varphi (x)\mathrm {d} x}的存在性取决于函数{\displaystyle f}与{\displaystyle \varphi }的乘积，所以对{\displaystyle \varphi }要求越高，就能对越多的{\displaystyle f}定义对应的分布。分布理论中选取的“测试函数”的集合是紧支撑的函数空间D(R)，也就是满足以下两个条件的R射到R函数的集合：
1. 拥有任意阶的导函数，并且导函数连续，
2. 除了在某一个紧致集合（一般可以简化为一个有限区间）以外，函数的取值都是0.

一般来说，一个分布就定义为 D(R) 射到R的连续线性泛函。一个分布{\displaystyle T}（作用在“测试函数”{\displaystyle \varphi }上）的值一般使用类似内积的符号记为{\displaystyle \langle T,\varphi \rangle }。当“测试函数”空间选为D(R)的时候，只要 {\displaystyle f}局部可积，就能定义它对应的分布。一个函数对应的分布通常记为{\displaystyle T_{f}}，以和{\displaystyle f} 区分，而它的值就是： 
{\displaystyle \langle T_{f},\varphi \rangle =\int f(x)\varphi (x)\mathrm {d} x}
对于概率分布函数{\displaystyle \mathbb {P} }，也可以将它定义为分布{\displaystyle T_{\mathbb {P} }}。对给定的一个测试函数{\displaystyle \varphi }，可以定义分布{\displaystyle T_{\mathbb {P} }}作用在{\displaystyle \varphi }上的值是：{\displaystyle \langle T_{\mathbb {P} },\varphi \rangle =\int \varphi (x)\mathbb {P} (\mathrm {d} x).} 这样定义下的{\displaystyle T_{\mathbb {P} }}是线性的泛函，所以满足分布的定义。
除了对普通的函数可以定义分布，对一些普通意义上无法定义的“函数”也能定义出相应的分布。例如0点上的狄拉克δ函数就能用分布方式定义为：
{\displaystyle \delta _{0}(\varphi )=\varphi (0).}
也就是说它对每一个函数的“效果”是取其0点上的值。

## 严格定义
接下来，我们定义Rn中开集U上的实值分布。在细微的调整之后，我们可以定义相应的复值分布，也可以将 Rn 替换为任何（仿紧）光滑流形。
首先需要定义U上的检验函数空间 D(U) （即所谓的“测试函数”），定义其上的拓扑和极限。D(U)上的所有连续线性泛函构成的空间就是分布空间。

### 检验函数空间
函数{\displaystyle \varphi }: U → R具有紧支撑集，当且仅当存在U的紧子集K，使得对任意 U\K 中的元素{\displaystyle x}，都有{\displaystyle \varphi (x)=0}。
定义D(U)为所有在某个紧支撑集上无穷可微的函数（也就是所谓的隆起函数）的集合，则这个集合是一个实向量空间。这个空间中的拓扑可以通过定义序列的极限而定义。具体如下：
一列函数{\displaystyle \left(\varphi _{k}\right)_{k\in \mathbb {N} }}收敛到某个{\displaystyle \varphi _{\infty }\in D(\mathbf {U} )}，当且仅当其满足以下两条性质：
1. 存在紧集{\displaystyle \mathbf {K} \subset \mathbf {U} }包含所有{\displaystyle \varphi _{k}}的支撑集：
{\displaystyle \bigcup _{k}\operatorname {supp} (\varphi _{k})\subset \mathbf {K} \subset \mathbf {U} .}
2. 对任意多重指标{\displaystyle \alpha }, 偏微分序列{\displaystyle \left(\partial ^{\alpha }\varphi _{k}\right)_{k\in \mathbb {N} }}都一致收敛到{\displaystyle \partial ^{\alpha }\varphi _{\infty }.}

在如此定义下的拓扑中，D(U)是一个完备、局部凸的拓扑向量空间，且满足海涅－博雷尔定理，但不是可度量的空间（不同胚于任何的度量空间）。而D(U)上的泛函{\displaystyle u}连续，当且仅当对任意收敛到零的{\displaystyle \left(\varphi _{k}\right)_{k\in \mathbb {N} }}，都有{\displaystyle \lim _{k\to \infty }u(\varphi _{k})=0.}

### 分布
U上的分布定义为D(U)上的连续线性泛函。也就是说，如果一个实线性泛函{\displaystyle S:\quad D(\mathbf {U} )\rightarrow \mathbf {R} }（或复线性泛函{\displaystyle S:\quad D(\mathbf {U} )\rightarrow \mathbf {C} }）满足连续性，即对D(U)中任意的收敛函数列{\displaystyle \left(\varphi _{k}\right)_{k\in \mathbb {N} }}，都有
{\displaystyle \lim _{n\to \infty }S(\varphi _{n})=S\left(\lim _{n\to \infty }\varphi _{n}\right)}
那么就称此泛函为U上的一个分布。
另一个更具可操作性的定义是，如果D(U)上的一个实线性泛函{\displaystyle S:\quad D(\mathbf {U} )\rightarrow \mathbf {R} }（或复线性泛函{\displaystyle S:\quad D(\mathbf {U} )\rightarrow \mathbf {C} }）满足以下的条件：
对任意的紧子集{\displaystyle K\in \mathbf {U} }，都存在{\displaystyle C_{K}>0}和{\displaystyle p_{K}\in \mathbb {N} }，使得对任意支撑集在{\displaystyle \operatorname {supp} (\varphi )\subset K}的检验函数{\displaystyle \varphi }，都有
{\displaystyle \langle S,\varphi \rangle \leqslant C_{K}\max _{|\alpha |\leqslant p_{K}}\sup _{x\in K}\vert \partial ^{\alpha }\varphi (x)\vert .}
就称之为U上的一个分布。如果存在的正整数{\displaystyle p}使得对任意的{\displaystyle K\in \mathbf {U} }，都有{\displaystyle p_{K}\leqslant p}，那么最小的这样的{\displaystyle p}称为这个分布的阶数（order），称{\displaystyle S}为一个{\displaystyle p}阶分布。
U上的分布集合记为D'(U)，是D(U)的拓扑对偶空间。D'(U)中的元素{\displaystyle S}和D(U)中的元素{\displaystyle \varphi }之间的对偶关系可以用尖括号表示：
{\displaystyle \mathrm {D} '(\mathbf {U} )\times \mathrm {D} (\mathbf {U} )\ni (S,\varphi )\mapsto \langle S,\varphi \rangle \in \mathbf {R} .}
在弱＊拓扑下，D'(U)为一个局部凸的拓扑向量空间。其中，弱＊收敛的定义为：D'(U)中序列{\displaystyle \left(S_{k}\right)_{k\in \mathbb {N} }}弱＊收敛到{\displaystyle S}当且仅当对于任意的检验函数{\displaystyle \varphi }，有
{\displaystyle \langle S_{k},\varphi \rangle {\xrightarrow[{}]{k\to \infty }}\langle S,\varphi \rangle }

### 函数对应的分布
一个局部可积函数{\displaystyle f:\quad \mathbf {U} \rightarrow \mathbf {R} }是指在U的任意紧子集上都勒贝格可积的函数。局部可积函数包括了所有的连续函数和所有的Lp可积函数。在以上定义的D(U)的拓扑中，每个局部可积的函数都对应着一个D(U)上的连续线性泛函，也就是D'(U)中的一个元素，记作{\displaystyle T_{f}}。线性泛函{\displaystyle T_{f}}作用在D(U)中任一个检验函数{\displaystyle \varphi }上的取值是：
{\displaystyle \langle T_{f},\varphi \rangle =\int _{\mathbf {U} }f\varphi \,\mathrm {d} x.}
一般约定，在不至于引起混淆的时候，可以将{\displaystyle T_{f}}和{\displaystyle f}等同起来。比如说以上的取值等式也可以记作：
{\displaystyle \langle f,\varphi \rangle =\langle T_{f},\varphi \rangle =\int _{\mathbf {U} }f\varphi \,\mathrm {d} x.}
可以证明，两个局部可积函数{\displaystyle f}和{\displaystyle g}对应的分布相同，当且仅当它们几乎处处相等。与函数的分布类似，U上的每个Radon测度{\displaystyle \mu }都有一个对应的分布{\displaystyle T_{\mu }}，定义为：
{\displaystyle \langle T_{\mu },\varphi \rangle =\int _{\mathbf {U} }\varphi \,\mathrm {d} \mu .}
与函数的对应分布一样，测度对应的分布在不至于混淆的时候也可以和测度等同起来，比如将上式写成{\displaystyle \scriptstyle {\langle \mu ,\varphi \rangle }}。
可以注意到，检验函数也是局部可积的，所以也有对应的分布。这些分布在D'(U)上是稠密的（对于以上定义的拓扑来说）。也就是说，任意一个分布{\displaystyle S\in D\prime (\mathbf {U} )}都是某个检验函数（分布）序列{\displaystyle \left(\varphi _{k}\right)_{k\in \mathbb {N} }}收敛的极限。对任意的检验函数{\displaystyle \phi \in D(\mathbf {U} )}，都有：
{\displaystyle \langle \varphi _{n},\phi \rangle \to \langle S,\phi \rangle .\;}

## 拓展阅读
- M. J. Lighthill (1959). Introduction to Fourier Analysis and Generalised Functions. Cambridge University Press. ISBN 0-521-09128-4 (requires very little knowledge of analysis; defines distributions as limits of sequences of functions under integrals)
- H. Kleinert, Path Integrals in Quantum Mechanics, Statistics, Polymer Physics, and Financial Markets, 4th edition, World Scientific (Singapore, 2006)(also available online here （页面存档备份，存于）). See Chapter 11 for defining products of distributions from the physical requirement of coordinate invariance.
- V.S. Vladimirov (2002). Methods of the theory of generalized functions. Taylor & Francis. ISBN 0-415-27356-0
- Vladimirov, V.S., , Hazewinkel, Michiel  (编), , Springer, 2001, ISBN 978-1-55608-010-4.
- Vladimirov, V.S., , Hazewinkel, Michiel  (编), , Springer, 2001, ISBN 978-1-55608-010-4.
- Vladimirov, V.S., , Hazewinkel, Michiel  (编), , Springer, 2001, ISBN 978-1-55608-010-4.
- Vladimirov, V.S., , Hazewinkel, Michiel  (编), , Springer, 2001, ISBN 978-1-55608-010-4.
- Oberguggenberger, Michael, , Hazewinkel, Michiel  (编), , Springer, 2001, ISBN 978-1-55608-010-4.

1. ↑  .   [2022-11-14]. （原始内容存档于2022-11-14）.